# Ancud
Ancud es una ciudad de la zona sur de Chile, capital de la comuna homónima, que está ubicada en la Provincia de Chiloé, Región de Los Lagos. Fundada a mediados del siglo XVIII, fue la capital de Chiloé y su ciudad más importante hasta la segunda mitad del siglo XX.

## Toponimia
Existen diversas interpretaciones del origen de su nombre. Se ha propuesto una expresión en mapudungun que significaría "valle grande", u otras con el sentido de "cerros ventrudos" o "tierra fértil".

## Historia

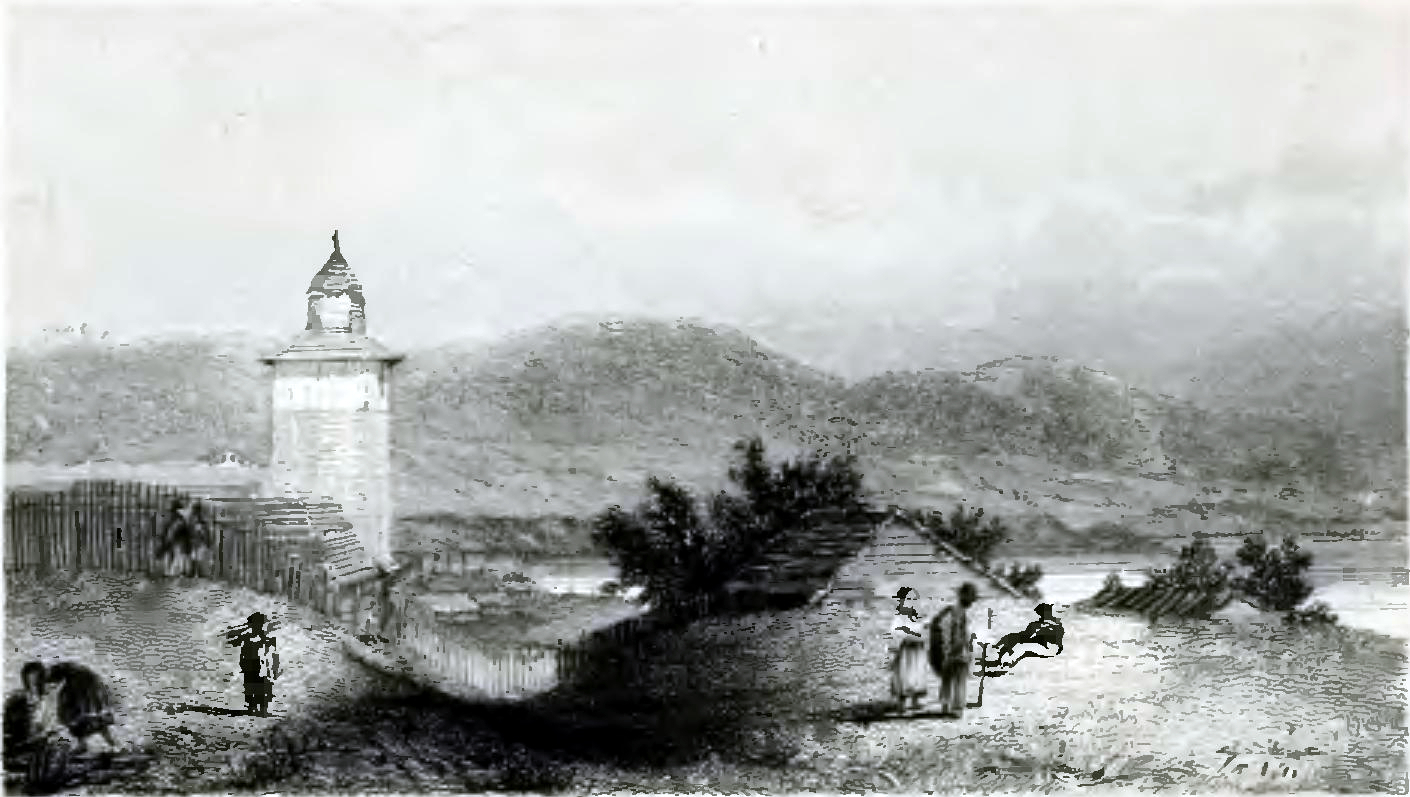
Dibujo de San Carlos en 1829, en el relato del primer viaje del Beagle y Adventure a América del Sur.

La isla de Chiloé fue conquistada por los españoles en 1567 y, luego del despueble de las ciudades del sur de la Capitanía General a causa de la rebelión mapuche de 1598, adquirió gran importancia estratégica y las autoridades coloniales temían que fuese tomada por potencias enemigas, de hecho estuvo a punto de ocurrir en 1602 y 1643. Sin embargo, no fue hasta el 20 de agosto de 1767 que una real orden de Carlos III mandó fortificar el norte del archipiélago.
La orden fue cumplida en 1768, cuando el gobernador de Chiloé, Carlos de Beranger y Renaud, ordenó que los vecinos de San Antonio de Chacao se trasladaran hacia el oeste para fundar la Villa y Fuerte Real de San Carlos de Chiloé. Desde entonces, pasó a ser el asiento del gobierno y pronto se convirtió en el principal puerto de Chiloé, al ser el sitio en que atracaba el barco que llegaba todos los años desde El Callao con el Real Situado para el ejército y por ser un sitio defendido por un sistema de fortificaciones.
Durante el proceso de independencia de Chile, varias expediciones partidarias de la causa realista recalaron en San Carlos para hacerse de más combatientes que fueran a combatir contra los independentistas. Luego de la derrota de los realistas en la batalla de Maipú (1818), solo permanecieron fieles a la Corona española Chiloé y la plaza fuerte de Valdivia, pero esta última cayó en enero de 1820. El gobernador Antonio de Quintanilla organizó la resistencia y logró repeler con éxito el ataque contra el fuerte Ahui en 1820 y la expedición de Freire en 1824. En la siguiente expedición, comandada por Ramón Freire en 1826, las fuerzas chilenas cambiaron su estrategia, se dirigieron directamente hacia San Carlos y lograron vencer en los combates de Pudeto y de Bellavista en enero de 1826, luego de eso ambas partes firmaron el tratado de Tantauco, en un lugar ubicado unos 30 km al sur de la ciudad, con lo que Chiloé pasó a formar parte de Chile.
Solo unos pocos meses más tarde el sargento mayor Manuel Fuentes apresó al nuevo gobernador, José Santiago Aldunate y en una asamblea declaró la independencia de Chiloé, pero su rebelión fue sofocada en julio del mismo año.
Debido a una solicitud que las autoridades locales y los habitantes del lugar hicieron en 1832, el 4 de julio de 1834 el nombre del poblado se cambió de San Carlos de Chiloé a Ancud y se le otorgó el título de ciudad y se la designó capital de la provincia de Chiloé en vez de Castro, rango que mantendría hasta el año 1982. Poco antes de esta ley, en junio de 1834, la ciudad fue visitada por Charles Darwin, durante el segundo viaje del Beagle.
Por una bula del papa Gregorio XVI, en 1840 se erigió la diócesis de San Carlos de Ancud, cuya jurisdicción abarcaba desde la Araucanía al estrecho de Magallanes. El primer obispo en presidirla fue Justo Donoso Vivanco, creador del colegio llamado Seminario Conciliar.
En 1843 la zona del estrecho de Magallanes quedó bajo soberanía efectiva de Chile, luego de que una expedición salida de Ancud a bordo de la goleta Ancud tomara posesión de la zona y construyera el fuerte Bulnes.
La catedral, la Intendencia, los edificios públicos del centro cívico y 500 casas fueron destruidas por un incendio en 1879. La nueva catedral, construida de hormigón, fue consagrada el 1 de enero de 1900.
En 1924, la ciudad tenía 4295 habitantes y contaba con 8 colegios de enseñanza primaria, una escuela profesional y con un colegio alemán.
El terremoto y maremoto de 1960 causó daños importantes en la ciudad y varios cientos de muertos en la comuna. Además, se consideró que la catedral de la ciudad corría el riesgo de desplomarse y fue dinamitada.

## Demografía
Según el informe del censo de 2017, Ancud tiene una población de 38 991 habitantes, de los cuales 19 029 son hombres y 19 962, mujeres. De acuerdo al censo de 2002, esta cifra era de 39 946 habitantes, de los cuales 19 793 eran hombres y 20 153, mujeres.
El crecimiento de la población se ha reducido en los últimos años. En 1992, la población alcanzaba los 37 516 habitantes, con lo que la tasa de crecimiento intercensal 1992-2002 fue del 1,06 % anual, mientras que entre 2002-2012 fue de 1,02 %.
La esperanza de vida de los ancuditanos en el decenio 1997-2006 fue de 76,09 años, superior a la tasa país que alcanzó a los 75,5 años al año 2006. Para el año 2009, la tasa bruta de natalidad alcanzó el 16,0‰ y la tasa bruta de mortalidad, el 6,3‰, mientras que la tasa de mortalidad infantil fue del 5,9‰. Estas cifras permiten establecer un proceso de envejecimiento de la sociedad ancuditana en la que la mayor parte de la población tendrá sobre 35 años en 2020, superando al grupo etario joven, dominante en este momento.

### Composición étnica

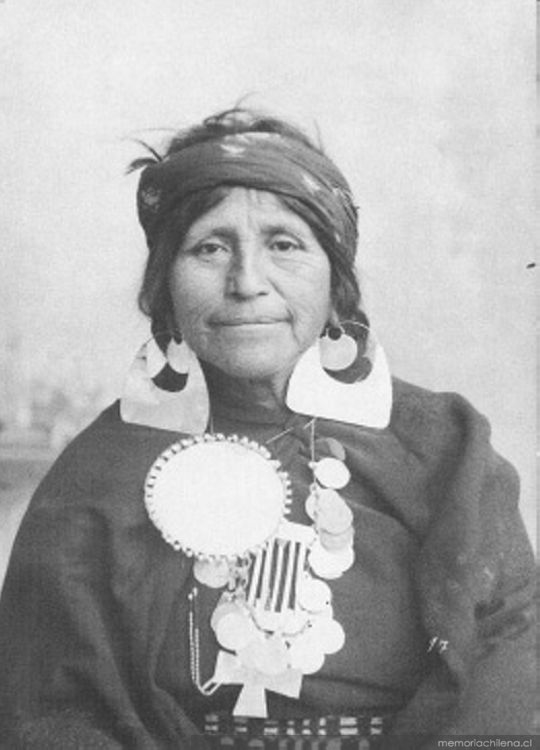
Mujer mapuche de La Araucanía, c. 1890.

A pesar de que el Estado de Chile no realiza alguna clasificación étnica de su población y, más bien, la considera un grupo étnicamente homogéneo, existen fuentes que consideran que el grueso de la población chilota —a la que pertenecen los habitantes de Ancud— desciende principalmente de la mezcla entre la población indígena y los colonizadores caucasoides. Además, algunos estudios genéticos indican que la población de esta zona aparece relacionada con la etnia Huilliche en el Chiloé septentrional, y con poblaciones fueguinas en el Chiloé meridional, mientras que otras investigaciones de patrones morfológicos óseos indican que posiblemente existe un parentesco biológico con los chonos.
Según el censo de 2002, el 8,4 % de la población ancuditana, 3349 personas de 14 años o más, se declaró indígena y perteneciente a ocho de los nueve grupos étnicos reconocidos en la legislación chilena —en mayo de 2008, se añadió a la comunidad diaguita, la que no se contabilizó en el censo de 2002—. Del total de la población aborigen, el 97,9 %, se declaró mapuche; el 0,2 % aimara, el 0,4 % quechua, el 0,1 % kolla, el 0,1 % rapanui, el 0,1 % atacameño, el 1,0 % kawésqar y el 0,2 % yagán. Otros grupos, como los pueblos caucahue, chono y cunco, están extintos.
| Pueblos indígenas de Ancud (censo de 2002) | Pueblos indígenas de Ancud (censo de 2002) | Pueblos indígenas de Ancud (censo de 2002) |
| Etnia                                      | Población                                  | %                                          |
| ------------------------------------------ | ------------------------------------------ | ------------------------------------------ |
| Aimara                                     | 8                                          | 0,2                                        |
| Atacameño                                  | 3                                          | 0,1                                        |
| Kawésqar                                   | 34                                         | 1,0                                        |
| Kolla                                      | 2                                          | 0,1                                        |
| Mapuche                                    | 3278                                       | 97,9                                       |
| Quechua                                    | 12                                         | 0,4                                        |
| Rapanui                                    | 5                                          | 0,1                                        |
| Yagán                                      | 7                                          | 0,2                                        |
| Total                                      | 3349                                       | 8,4                                        |

### Religión

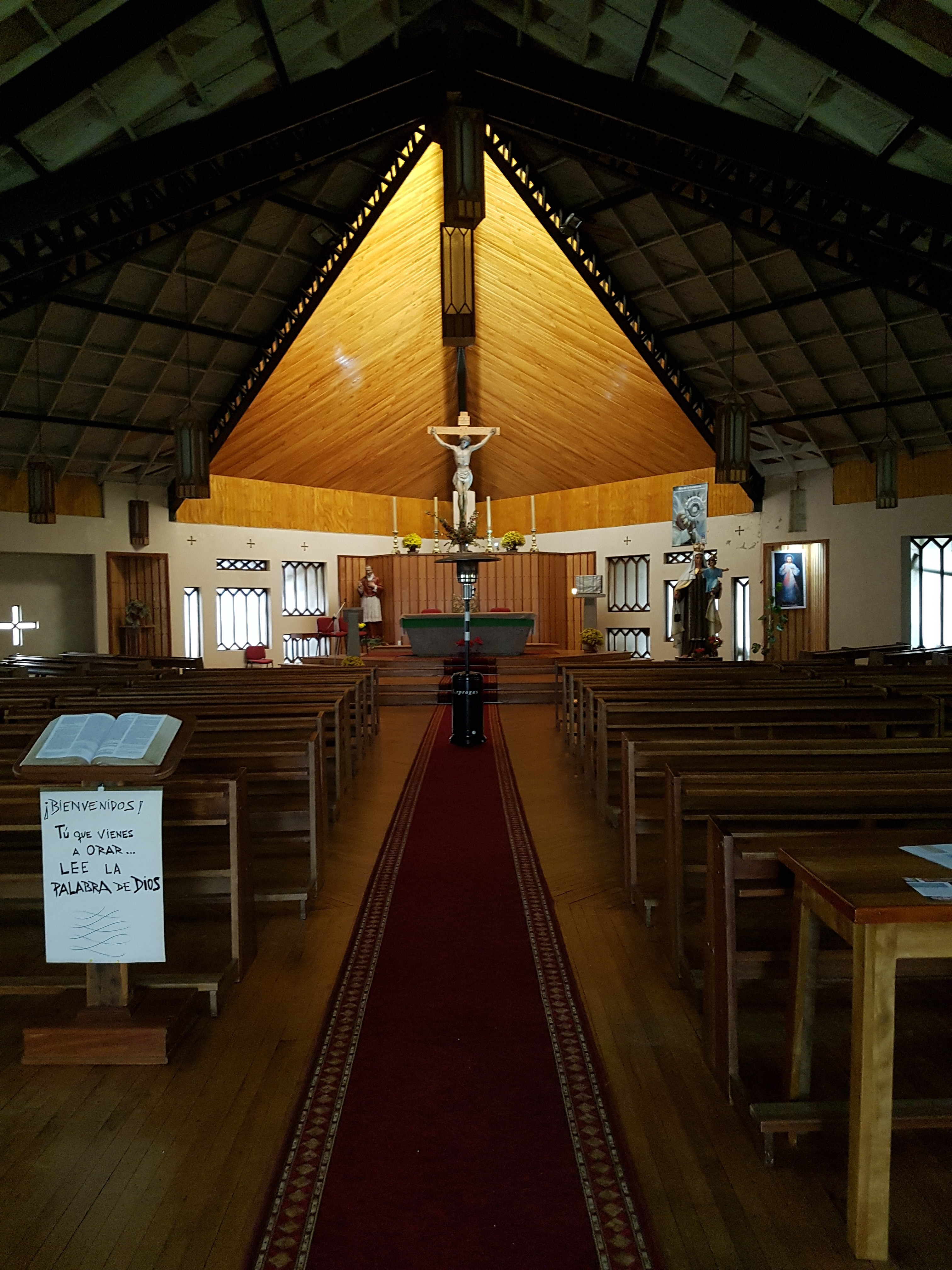
Interior de la catedral de Ancud.

Según el censo de 2012, de una población total de 29 222 ancuditanos de 15 años o más, el 80,93 % se consideró católico; el 9,87 % evangélico y el 6,61 % profesó otra religión. El 4,59 % se declaró agnóstico, ateo o ignoró su credo.
| Religión en Ancud (censo de 2002) | Religión en Ancud (censo de 2002) | Religión en Ancud (censo de 2002) |
| Credo                             | Fieles                            | %                                 |
| --------------------------------- | --------------------------------- | --------------------------------- |
| Catolicismo                       | 23 650                            | 80,93                             |
| Evangélica                        | 2883                              | 9,87                              |
| Ninguna, agnosticismo y ateísmo   | 1341                              | 4,59                              |
| Otro                              | 1348                              | 4,61                              |
| Total                             | 29 222                            | 100                               |

## Economía
En 2018, la cantidad de empresas registradas en Ancud fue de 947. El Índice de Complejidad Económica (ECI) en el mismo año fue de 0,74, mientras que las actividades económicas con mayor índice de Ventaja Comparativa Revelada (RCA) fueron Transporte de Carga por Vías de Navegación Interiores (896,13), Reproducción y Cría de Moluscos y Crustáceos (312,65) y Caza Ordinaria y con Trampas y Actividades de Servicios Conexas (291,59).

### Atracciones turísticas

#### Culturales
- El Fuerte San Antonio. Fue construido en 1820, y sus muros y los cañones se encuentran bien conservados. El edificio ofrece una vista panorámica de la ciudad y sus alrededores. Fue el último bastión español en América del Sur (1826).
- El Fuerte de San Carlos corresponde al sitio fundacional de la ciudad en 1768, y en el lugar existe un polvorín de la época.
- La Catedral de Ancud es el principal templo religioso de la ciudad, y se trata de una edificación construida después del terremoto de 1960, en el mismo lugar del templo destruido durante ese suceso.
- En la plaza de Armas se halla el monumento de los Bomberos delante de la Municipalidad, así como diversas esculturas de figuras de la mitología de Chiloé.
- El Museo Regional que se halla en un edificio histórico explica la cultura y la historia chilota. En el patio hay una réplica de la goleta Ancud. El museo exhibe también un impresionante esqueleto de una ballena azul.
- En la calle F. Errázuriz se encuentra una muestra de las iglesias patrimoniales en el Ex Convento Inmaculada Concepción de Ancud. A unas cuadras la iglesia de San Francisco también merece una visita.
- La costanera avenida Salvador Allende es una de las calles más pintorescas con varios monumentos y parques. La avenida ofrece una vista panorámica de la ciudad y la bahía.
- En el mercado y en la feria artesanal hay artesanía en madera y lana así como productos del mar y del campo.

#### Naturales
- Playa Arena Gruesa ubicada en los bordes de la ciudad.

## Conectividad

### Terrestre
La ciudad tiene dos terminales de buses principales:
- El terminal de buses municipal de Ancud,[20] existen servicios de tours por la Provincia de Chiloé, mini buses con destino a diversas localidades rurales de la ciudad y comunas cercanas como Quemchi y Castro (las cuales se destacan las empresas Buses Pudeto y San Cristóbal); Además de buses interurbanos de uno o dos pisos, con destinos a Quellón, Dalcahue, Quemchi, Achao, Castro, Puerto Montt, Puerto Varas Osorno, Valdivia, Temuco, Concepción, Talcahuano, Santiago, entre otros (Se destacan las empresas ETM, Queilen Bus, Marcal Bus,[21] y Buses Jordan).[22] Dentro del terminal, igualmente, existen servicios de venta de comidas, bebidas, cafés entre otros, en los diferentes puestos de quioscos, además de un restaurante.[23]

- El Terminal de Cruz del Sur,[24] de propiedad de Empresas Cruz del Sur, se destacan servicios de buses interurbanos de uno o dos pisos a las ciudades de Quellón, Castro, Puerto Montt, Puerto Varas, Osorno, Valdivia, Temuco y Santiago. Además, posee servicios de encomienda. En la misma comuna, en el pueblo de Chacao, también se destacan los servicios de transbordadores que operan todos los días hacia Pargua, con el objetivo de conectar la Provincia de Chiloé con el continente.

#### Colectivos
La comuna cuenta con un servicio autorizado de taxis colectivos.

## Medios de comunicación

### Radioemisoras
FM
- 88.5 MHz Radio Quellón
- 89.7 MHz Radio Corporación
- 90.1 MHz Radio Esperanza
- 90.7 MHz Nuevo Tiempo
- 91.9 MHz El Conquistador FM
- 92.5 MHz Radio Estrella del Mar
- 93.1 MHz Radio Armonía
- 93.7 MHz Radio Pudahuel
- 94.5 MHz Radio Insular
- 95.1 MHz Radio Nahuel
- 96.1 MHz Radio Caramelo
- 96.7 MHz Radio Tropical Stereo
- 97.3 MHz Radio Edelweiss
- 98.1 MHz Radio Pudeto
- 99.3 MHz Radio Bío-Bío
- 99.9 MHz Radio Cooperativa
- 101.1 MHz Radio Ancud FM
- 101.7 MHz NiTanRetro FM
- 102.1 MHz Radio Energía
- 103.7 MHz Radio Punto 7
- 104.7 MHz Alternativa Radio
- 105.5 MHz Positiva FM
- 106.5 MHz ADN Radio Chile
- 107.7 MHz Radio Visión

Radios Online
- Radio Esperanza
- Radio Estrella Del Mar
- Radio Nahuel (Sección Ancud 95.1) Archivado el 27 de junio de 2022 en Wayback Machine.
- Radio Insular
- Radio Caramelo Ancud
- Radio Pudeto
- Radio Ancud FM Archivado el 22 de marzo de 2023 en Wayback Machine.
- Radio La Isla
- NiTanRetro FM
- Radio Energía Chiloé
- Alternativa Radio

### Televisión

#### TDT
- 5.1 - Canal 13 HD
- 5.2 - T13 En Vivo
- 5.31 - Canal 13 One Seg
- 7.1 - TVN HD
- 7.2 - NTV
- 7.31 - TVN One Seg
- 11.1 - Chilevisión HD
- 11.2 - UChile TV
- 11.31 - Chilevisión One Seg

Canales de televisión en señal abierta digital (TVD) con dial definitivo, aunque sin iniciar las transmisiones en la ciudad, los cuales son:
- 9.1 - Décima TV
- 9.31 - Décima TV OneSeg

#### TV Cable
- 2 - Décima TV (VTR)
- 5 - NiTanRetro TV (INET)
- 52 - Décima TV (INET)
- 53 - Canal del Sur (INET)
- 54 - La Tejuela Sur (INET)

Por medio de cableoperadores, IPTV, y TV Satelital, se podrá sintonizar no solamente los canales nacionales restantes como Mega, La Red, TV+ y Telecanal, sino que también otros canales regionales, nacionales y extranjeros.
IPTV
- Décima TV

### Periódicos y Medios Digitales
- El Insular
- La Estrella de Chiloé
- La Opinión de Chiloé
- Ancud Informa
- Chiloé Actualiza

## Deportes
La ciudad es sede del ABA Ancud, club profesional de básquetbol que compite en la Liga Nacional de Básquetbol de Chile, que ha logrado dos títulos de la actual Liga Saesa. El equipo ancuditano ejerce sus partidos de local en el Gimnasio Fiscal de la ciudad.